# Foreign Member of the Royal Society
Een Foreign Member of the Royal Society is een lid van de Fellowship of the Royal Society en daarmee erkend als wetenschapper die een bijzondere bijdrage heeft geleverd aan de wetenschap.
Een Foreign Member is vrijwel hetzelfde als een Fellow of the Royal Society, maar is niet afkomstig uit het Verenigd Koninkrijk, Ierland of een ander land van het Britse Gemenebest. De procedure om verkozen te worden is wel hetzelfde.
Foreign Members mogen achter hun naam de titel ForMemRS voeren.